# Adiri (Titan)

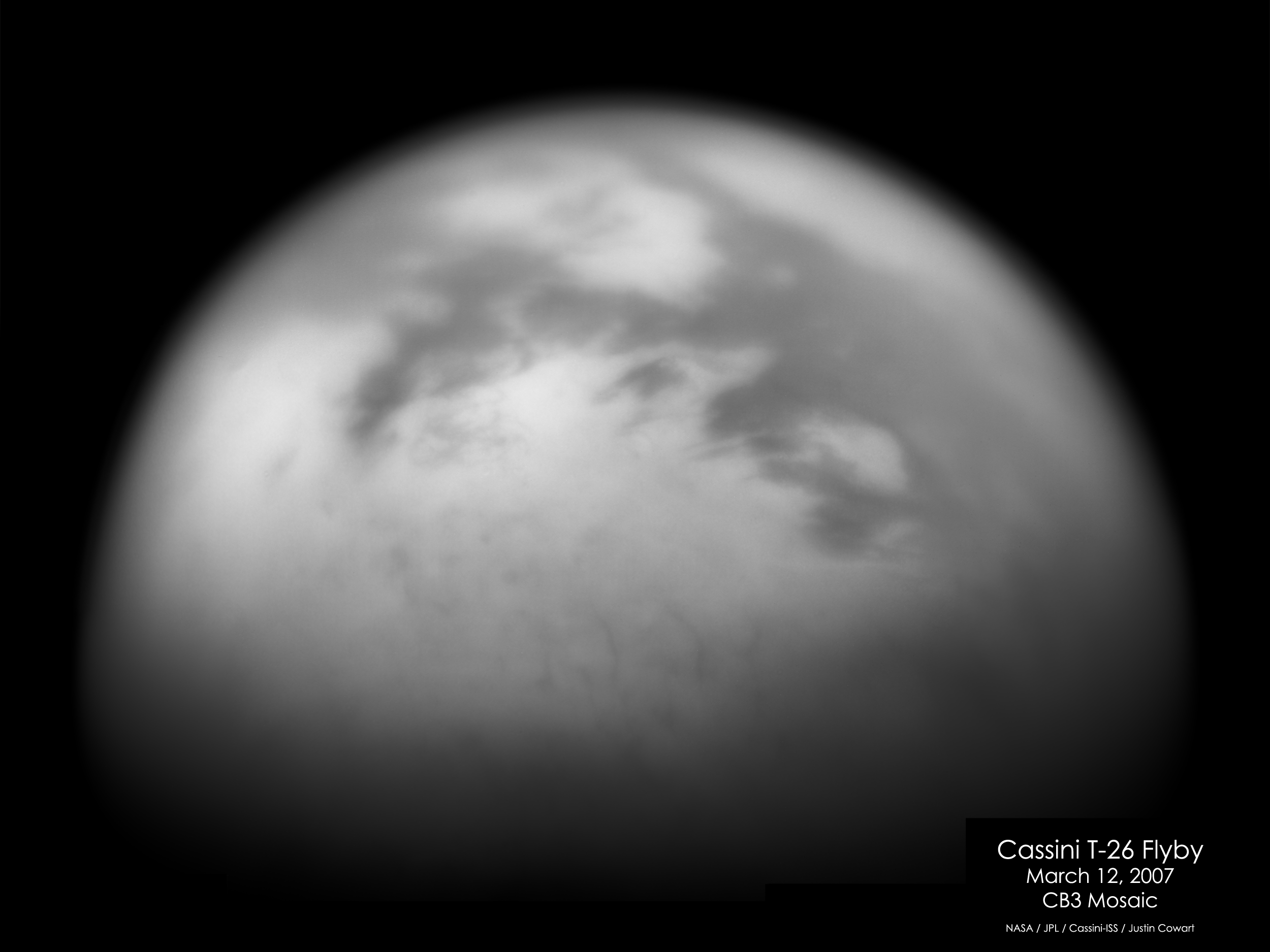
Region Adiri (heller Bereich oben in der Mitte) auf dem Titan, 12. März 2007

Adiri ist eine noch weitgehend unbekannte Region auf dem Titan, dem größten Mond des Planeten Saturn.

## Name

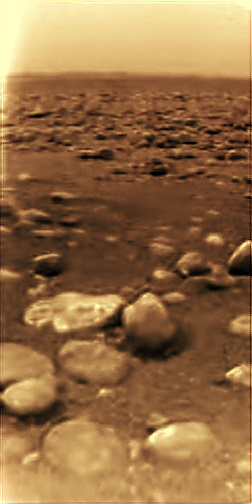
Stark vergrößertes Bild der Flusskiesel in der Region Adiri, aufgenommen bei der Landung von Huygens am 14. Januar 2005

Das Albedo feature wurde offiziell im Jahr 2006 nach dem sagenumwobenen Adiri benannt, in der melanesischen Mythologie eine Unterwelt, wo das Leben einfacher ist als auf der Erde.

## Lage
Adiri liegt in der Nähe des Äquators von Titan, zentriert auf 10° südlicher Breite und 210° westlicher Länge. Der Bereich ist eine helle, hochgelegene Region, die von den noch größeren Hochebenen Ching-tu im Süden, Belet im Westen und Shangri-La im Osten begrenzt wird.

## Charakteristik
Am 14. Januar 2005 landete die Raumsonde Huygens auf dem Titan. Die Aufnahmen der Sonde zeigen die Grenze zwischen einem helleren, emporgehobenen Gelände (Adiri), das mit scheinbaren Entwässerungsrinnen markiert ist, und einer dunklen, tiefer gelegenen Region (Shangri-La). Der Lander Huygens ging am nordöstlichen Rand von Adiri nieder. Am Landeplatz fanden sich Spuren von Sturzregen und abgelagerte flache Eiskiesel mit Durchmessern zwischen zwei und 20 Zentimetern. Adiri wird als eine 1700 km breite, windgepeitschte, äquatoriale Dünenwüste definiert.
Die Sonde fotografierte helle Hügel mit verzweigten Kanälen (dunkle „Flüsse“), die in eine dunkle Ebene münden. Die abgelagerten „Flusssteine“ weisen auf Erosion, Auswaschung und Flussaktivität hin. Vermutlich bestehen die porösen Kiesel aus Wassereis und eingelagertem Ammoniak. Die Sedimentation könnte durch Regen entstanden sein, erzeugt in der oberen Atmosphäre des Titans durch ultraviolette Strahlung der Sonne. Auf dieser Basis ist es möglich, dass die organischen Verbindungen mit Methanregen die Hügel hinuntergespült und über geologische Zeiträume auf den Ebenen abgelagert werden.
Im  Juni 2006 fertigte die Sonde Cassini aus einer Entfernung von rund 157.000 Kilometern mit einem Infrarot-Spektralfilter weitere Aufnahmen an. Im Anschluss an diese Beobachtungen wurden Spektrometer, das Composite Infrared Spectrometer (CIRS) und das Visual Infrared Mapping Spectrometer (VIMS), auf Titan ausgerichtet, die seitdem teilweise in stündlichen Abschnitten Bilder liefern. Zusammen mit der ISS-Kamera sollen dabei eventuell vorhandene Wolken in der Mondatmosphäre untersucht werden. Zusätzlich dienen diese Beobachtungen der Dokumentation von Oberflächenveränderungen im Bereich der Adiri-Region.
Im September 2010 konnte in der Grenzregion zwischen Adiri und Belet ein massives Sturmgebiet mit einer Ausdehnung von mehreren hundert Kilometern registriert werden. Unmittelbar nach dem Vorbeizug des Sturmes erschien die Mondoberfläche in diesem Bereich deutlich dunkler gefärbt als zuvor. Diese Veränderungen werden als ein Beleg für einen erfolgten Methanregen interpretiert, welcher zu der Verdunkelung führte.